# Франц Ердль
Франц Ердль (нім. Franz Erdl, 4 травня 1911 — 17 травня 1968) — австрійський футболіст, що грав на позиції нападника, зазвичай лівого крайнього. Виступав, зокрема, за клуб «Ферст Вієнна», а також національну збірну Австрії.
У складі «Вієнни» володар Кубка Мітропи 1931, триразовий чемпіон Австрії і триразовий володар Кубка Австрії.

## Клубна кар'єра
У складі «Ферст Вієнни» виступав у 1929—1938, а також 1942—1944 роках. Володар Кубка Мітропи 1931, триразовий чемпіон Австрії і триразовий володар Кубка Австрії.
Також грав у клубах «Штрасенбан» (Відень) і «Дрезднер».

## Виступи за збірну
1933 року дебютував в офіційних матчах у складі національної збірної Австрії у поєдинку проти збірної Бельгії (4:1).
Загалом у 1933—1936 роках зіграв у складі національної команди 3 матчі, у яких забив і гол.
Також грав у складі збірної Відня. Враховуючи те, що всі найсильніші австрійські футболісти виступали у віденських клубах, збірна Відня була фактично тією ж збірною Австрії, тільки з більш розширеним списком гравців. І тренував команду той самий наставник — знаменитий Гуго Майсль.

## Статистика виступів

### Статистика клубних виступів
| Клуб              | Сезон             | Ліга              | Ліга  | Ліга | Кубок Австрії | Кубок Австрії | Кубок Австрії | Кубок Митропи | Кубок Митропи | Кубок Митропи | Інше   | Інше  | Інше | Всього | Всього |
| Клуб              | Сезон             | Турнір            | Матчі | Голи | Турнір        | Матчі         | Голи          | Турнір        | Матчі         | Голи          | Турнір | Матчі | Голи | Матчі  | Голи   |
| ----------------- | ----------------- | ----------------- | ----- | ---- | ------------- | ------------- | ------------- | ------------- | ------------- | ------------- | ------ | ----- | ---- | ------ | ------ |
| Ферст Вієнна      | 1929/30           | Д-1               | 7     | 1    | КА            | 2             | 1             | КМ            | 0             | 0             | КН     | - 0   | - 0  | 9      | 2      |
| Ферст Вієнна      | 1930/31           | Д-1               | 9     | 2    | КА            | 5             | 1             | КМ            | 0             | 0             | -      | -     | -    | 14     | 3      |
| Ферст Вієнна      | 1931/32           | Д-1               | 14    | 3    | КА            | 1             | 1             | КМ            | 4             | 4             | -      | -     | -    | 19     | 8      |
| Ферст Вієнна      | 1932/33           | Д-1               | 16    | 4    | КА            | 2             | 0             | КМ            | 0             | 0             | -      | -     | -    | 18     | 4      |
| Ферст Вієнна      | 1933/34           | Д-1               | 12    | 6    | КА            | 1             | 0             | КМ            | 2             | 0             | ВКМ    | 0     | 0    | 15     | 6      |
| Ферст Вієнна      | 1934/35           | Д-1               | 18    | 2    | КА            | 2             | 0             | КМ            | -             | -             | ВКМ    | 3     | 0    | 23     | 2      |
| Ферст Вієнна      | 1935/36           | Д-1               | 19    | 5    | КА            | 5             | 1             | КМ            | 2             | 0             | ВКМ    | -     | -    | 26     | 6      |
| Ферст Вієнна      | 1936/37           | Д-1               | 22    | 4    | КА            | 5             | 3             | КМ            | 4             | 2             | ВКМ    | -     | -    | 31     | 9      |
| Ферст Вієнна      | 1937/38           | Д-1               | 8     | 0    | КА            | 0             | 0             | КМ            | 6             | 0             | -      | -     | -    | 14     | 0      |
| Всього за кар'єру | Всього за кар'єру | Всього за кар'єру | 125   | 27   | -             | 23            | 7             | -             | 18            | 6             | -      | 3     | 0    | 169    | 40     |

### Статистика виступів у кубку Мітропи
| №                      | Розіграш               | Стадія                 | Дата та місце проведення | Команда 1              | Рахунок | Команда 2           | Голи та інші дії |
| ---------------------- | ---------------------- | ---------------------- | ------------------------ | ---------------------- | ------- | ------------------- | ---------------- |
| 1                      | 1931                   | 1/4                    | 27.06.1931, Відень       | Ферст Вієнна           | 3:0     | Бочкаї (Дебрецен)   |                  |
| 2                      | 1931                   | 1/4                    | 5.07.1931, Будапешт      | Бочкаї (Дебрецен)      | 0:4     | Ферст Вієнна        | 64' 86'          |
| 2                      | 1931                   | фінал                  | 8.11.1931, Цюрих         | Ферст Вієнна           | 3:2     | ВАК                 |                  |
| 3                      | 1931                   | фінал                  | 12.11.1931, Відень       | ВАК                    | 1:2     | Ферст Вієнна        | 6' 41'           |
| 5                      | 1933                   | 1/4                    | 26.06.1933, Відень       | Ферст Вієнна           | 1:0     | Амброзіана-Інтер    |                  |
| 6                      | 1933                   | 1/4                    | 2.07.1933, Мілан         | Амброзіана-Інтер       | 4:0     | Ферст Вієнна        |                  |
| 7                      | 1935                   | 1/8                    | 18.06.1935, Відень       | Ферст Вієнна           | 1:1     | Спарта (Прага)      |                  |
| 8                      | 1935                   | 1/8                    | 22.06.1935, Мілан        | Спарта (Прага)         | 5:3     | Ферст Вієнна        |                  |
| 9                      | 1936                   | 1/8                    | 20.06.1936, Будапешт     | Хунгарія (Будапешт)    | 0:2     | Ферст Вієнна        | 55' 86'          |
| 10                     | 1936                   | 1/8                    | 28.06.1936, Відень       | Ферст Вієнна           | 5:1     | Хунгарія (Будапешт) |                  |
| 11                     | 1936                   | 1/4                    | 5.07.1936, Відень        | Ферст Вієнна           | 2:0     | Амброзіана-Інтер    |                  |
| 12                     | 1936                   | 1/4                    | 12.07.1936, Мілан        | Амброзіана-Інтер       | 4:1     | Ферст Вієнна        |                  |
| 13                     | 1937                   | 1/8                    | 13.06.1937, Відень       | Ферст Вієнна           | 2:1     | Янг Фелловз         |                  |
| 14                     | 1937                   | 1/8                    | 27.06.1937, Цюрих        | Янг Фелловз            | 1:0     | Ферст Вієнна        |                  |
| 15                     | 1937                   | 1/8, перегр            | 29.06.1937, Цюрих        | Янг Фелловз            | 0:2     | Ферст Вієнна        |                  |
| 16                     | 1937                   | 1/4                    | 4.07.1937, Будапешт      | Ференцварош            | 2:1     | Ферст Вієнна        |                  |
| 17                     | 1937                   | 1/4                    | 11.07.1937, Відень       | Ферст Вієнна           | 1:0     | Ференцварош         |                  |
| 18                     | 1937                   | 1/4, перегр            | 14.07.1937, Будапешт     | Ференцварош            | 2:1     | Ферст Вієнна        |                  |
| Всього у кубку Мітропи | Всього у кубку Мітропи | Всього у кубку Мітропи | Всього у кубку Мітропи   | Всього у кубку Мітропи | 18      |                     | 6                |

## Титули і досягнення
- Володар Кубка Мітропи (1):

«Вієнна» (Відень): 1931
- Чемпіон Австрії (3):

«Вієнна» (Відень): 1930–1931, 1932–1933, 1943–1944
- Срібний призер чемпіонату Австрії (2):

«Вієнна» (Відень): 1932, 1936
- Бронзовий призер чемпіонату Австрії (3):

«Вієнна» (Відень): 1930, 1935, 1937
- Володар Кубка Австрії (2):

«Вієнна» (Відень): 1930, 1937
- Фіналіст Кубка Австрії (1):

«Вієнна» (Відень): 1936
- Срібний призер чемпіонату Німеччини (1):

«Вієнна» (Відень): 1942